# HMS Shark (1912)

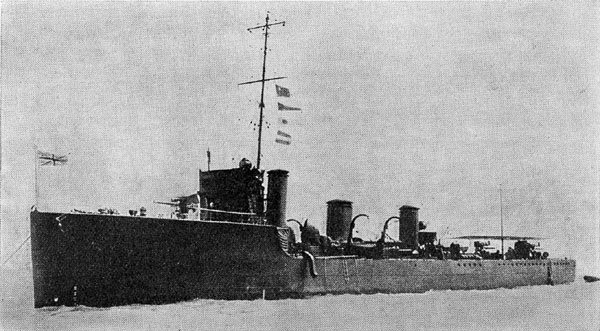
HMS Shark

HMS Shark var en brittisk jagare som sjösattes år 1912. Fartyget var en jagare av Acasta-klass. Hon tjänstgjorde i det första världskriget och sänktes vid slaget vid Jylland den 31 maj 1916.